# Ampelisca anophthalma
Ampelisca anophthalma är en kräftdjursart. Ampelisca anophthalma ingår i släktet Ampelisca och familjen Ampeliscidae. Inga underarter finns listade i Catalogue of Life.